# كفار تبواح
كفار تبواح (بالعبرية: כפר תפוח‏) هي مستوطنة إسرائيلية دينية أقيمت عام 1978 على أراضي قرية ياسوف شرق محافظة سلفيت. تتبع إداريًا المجلس الإقليمي الاستيطاني في الشمرون، سيطرت على مساحة 400 دونمات حين بدأ تأسيسها، ولاحقاً وضع لها مخطط هيكلي لتتسع مساحتها إلى 2,000 دونماً، فهي تشهد توسعة مستمرة بين الحين والآخر؛ فيما بلغ عدد سكانها حتى عام 2016 حوالي 1,071مستوطن.
في 14 يوليو 2020، أعلنت إسرائيل نيتها الاستيلاء على نحو 1,401 دونمًا من أراضي قرية ياسوف قرب حاجز زعترة لصالح محطة ضخ مياه إلى المستوطنة.

## التاريخ والموقع
تأسست في عام 1978 من قبل مجموعة من يهود حبان. أقيمت المستوطنة على تلة ارتفاعها حوالي 670 متراً عن سطح البحر، تسيطر علي مفرق الطرق الاستراتيجي «حاجز زعترة العسكري» الذي يشرف على طريق نابلس-رام الله، وسلفيت-نابلس، والأغوار الوسطى-نابلس، فهو يفصل شمال الضفة الغربية عن جنوبها.

## السكان
بلغ عدد سكانها عام 1998 حوالي 353 مستوطنًا، فيما بلغ عدد سكانها حتى نهاية عام 2012 حوالي 1,207 مستوطنًا. وكان عدد سكانها عام 2016 قرابة 1,071 مستوطناً. وسكان هذه المستوطنة هم من المتدينين المتطرفين أتباع مئير كهانا الذي يدعو إلى طرد الفلسطينيين من أراضيهم.

## مؤسسات المستوطنة
هناك العديد من المؤسسات الموجودة في المستوطنة، وهي: أربعة معابد يهودية، ومدرسة وحضانة، وثلاث روضات وملعب. بالإضافة إلى وجود معسكر للجيش في الجهة الشرقية من المستوطنة تفوح. حيث يعد نقطة تمركز وانطلاق للجيش الإسرائيلي لتعزيز حاجز زعترة وحماية المستوطنات في المنطقة.

## تفوح الغربية
«تفوح الغربية» أو «تفوح ب»، بؤرة استيطانية أقيمت عام 1999، وصدر قرار بهدمها من محكمة الاحتلال العليا، وتم الإخلاء في يونيو 2018.

## الجانب القانوني
يعتبر المجتمع الدولي المستوطنات الإسرائيلية في الضفة الغربية غير قانونية بموجب القانون الدولي، لكن الحكومة الإسرائيلية تعارض ذلك.